# Seth Frankoff
 (juin 2017).
James Seth Frankoff (né le 27 août 1988 à Raleigh, Caroline du Nord, États-Unis) est un lanceur droitier de la Ligue majeure de baseball.

## Carrière
Membre de l'équipe nationale des États-Unis en 2007 et joueur des Seahawks de l'université de la Caroline du Nord à Wilmington, Seth Frankoff est choisi par les Athletics d'Oakland au 27e tour de sélection du repêchage de 2010. Il joue en ligues mineures avec des clubs affiliés aux Athletics de 2010 à 2015 dans atteindre les majeures. Il joue ensuite pour des clubs mineurs affiliés aux Dodgers de Los Angeles en 2016 avant de rejoindre l'année suivante les Cubs de Chicago.
Frankoff fait ses débuts dans le baseball majeur avec les Cubs comme lanceur de relève le 9 juin 2017 à Chicago face aux Rockies du Colorado.